# Vigilância sanitária

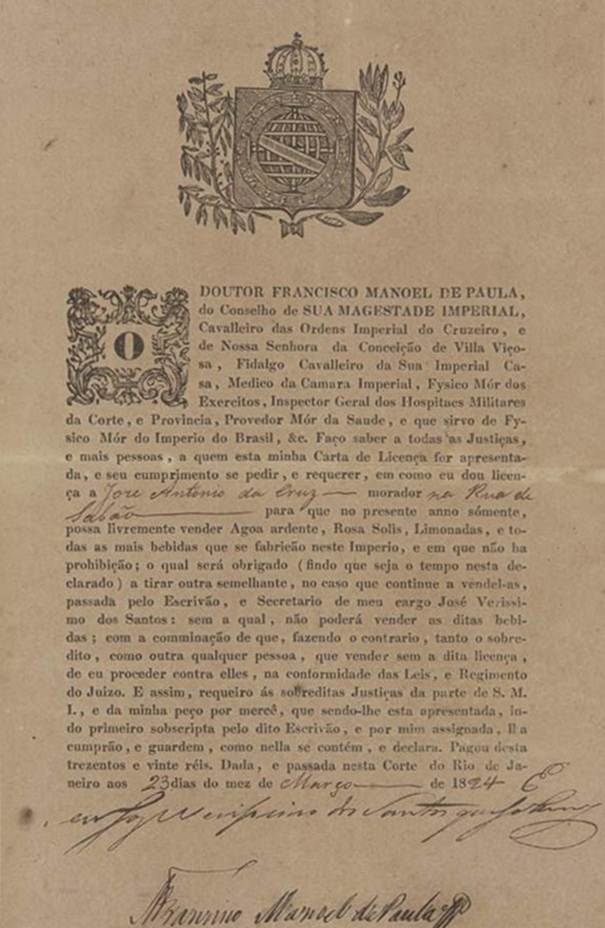
Documento de atuação de vigilância sanitária no Brasil em 1824.

Vigilância sanitária é a parcela do poder de polícia do Estado destinada à proteção e promoção da saúde, que tem como principal finalidade impedir que a saúde humana seja exposta a riscos ou, em última instância, combater as causas dos efeitos nocivos que lhe forem gerados, em razão de alguma distorção sanitária, na produção e na circulação de bens, ou na prestação de serviços de interesse à saúde.
No Brasil, a definição legal de vigilância sanitária é consentida pela Lei Federal nº 8 080 de 19 de setembro de 1990, que expressa as diretrizes e  trata da execução das ações desta entidade no âmbito e competência do Sistema Único de Saúde (SUS):
"Entende-se, por vigilância sanitária, um conjunto de ações capaz de eliminar, diminuir ou prevenir riscos à saúde e de intervir nos problemas sanitários decorrentes do meio ambiente, da produção e circulação de bens e da prestação de serviços de interesse da saúde, abrangendo: o controle de bens de consumo que, direta ou indiretamente, se relacionem com a saúde, compreendidas todas as etapas e processos, da produção ao consumo; e o controle da prestação de serviços que se relacionam direta ou indiretamente com a saúde."
Agência Nacional de Vigilância Sanitária (Anvisa) criada pela Lei nº 9 782/99, e definiu o Sistema Nacional de Vigilância Sanitária (SNVS), o qual é um instrumento que o SUS dispõe para realizar seu objetivo de prevenção e promoção da saúde. A ANVISA não é responsável por organizar e fiscalizar a biossegurança, mas sim determina o que esse termo significa como: um conjunto de ações destinadas que possam comprometer ou eliminar riscos inerentes as atividades que possam comprometer a saúde humana, animal e do meio ambiente.
No Brasil, o SNVS é organizado e estruturado nos três níveis de governo –  federal, estadual e municipal – com responsabilidades compartilhadas. No nível federal, estão a Agência Nacional de Vigilância Sanitária (Anvisa) e o Instituto Nacional de Controle de Qualidade em Saúde (INCQS/Fiocruz). A Anvisa representa uma autarquia com autonomia administrativa e financeira, e coordena os trabalhos pela construção de uma Política Nacional de Vigilância Sanitária, conforme estabelecido no artigo 2º da Lei nº. 9 782/1999. No nível estadual, está o órgão de vigilância sanitária e o Laboratório Central (Lacen) de cada uma das 27 Unidades da Federação. No nível municipal, estão os serviços dos 5 561 municípios brasileiros, muitos dos quais ainda em fase de organização.
A vigilância sanitária e seus agentes públicos são detentores do chamado "Poder de Polícia", que os permite realizar determinados atos administrativos, como a fiscalização, a autuação, e a interdição de estabelecimento irregulares, de modo a garantir a segurança adequada para a população, com base em um conjunto de normas legais estabelecidos pela legislação.

## Locais de Atuação
A vigilância sanitária pode atuar em:
- Locais de produção, transporte e comercialização de alimentos;
- Locais de produção, distribuição, comercialização de medicamentos, produtos de interesse para a saúde;
- Locais de serviços de saúde;
- Meio ambiente;
- Ambientes e processos do trabalho/saúde do trabalhador;
- Pós-comercialização;
- Projetos de arquitetura;
- Locais públicos;

A Anvisa tem como responsabilidade garantir o controle sanitário de portos, aeroportos e fronteiras, bem como a proteção à saúde do viajante, dos meios de transporte e dos serviços submetidos à vigilância sanitária.

## Papel do farmacêutico na vigilância sanitária, conforme disposto em legislações federais
O Conselho Federal de Farmácia (CFF) aprovou, em 22 outubro de 2010, a proposta de Resolução nº539, a qual:
"Dispõe sobre o exercício profissional e as atribuições privativas e afins do farmacêutico nos Órgãos de vigilância sanitária, e dá outras providências."
Fica definido no seu Art. 2º que a fiscalização profissional sanitária e técnica de empresas, estabelecimentos, setores, fórmulas, produtos, processos e métodos farmacêuticos ou de natureza farmacêutica é de responsabilidade privativa do farmacêutico, devendo-se manter supervisão direta, não se permitindo delegação.
Além disso, o profissional farmacêutico na vigilância sanitária, de acordo com tal resolução, tem a competência de desenvolver as seguintes ações, atividades e serviços:
1. Promoção da informação, educação e comunicação em saúde
  - Elaboração de campanhas e materiais educativos relacionados à vigilância sanitária nos canais midiáticos;
  - Desenvolvimento de estratégias de comunicação e informação com a sociedade, para disseminação de informações;
  - Participação em ações e estratégias que promovam o uso racional de medicamentos e outras tecnologias em serviços de saúde;
2. Gestão e gerenciamento
  - Planejamento, coordenação e avaliação das ações e atividades de vigilância sanitária;
  - Estabelecimento de normas e padrões gerenciamento dos recursos, projetos e ações e verificação do seu cumprimento;
  - Proposta, acompanhamento e execução das políticas, das diretrizes e das ações de vigilância sanitária;
3. Cadastro, inspeção, investigação e monitoramento de estabelecimentos
4. Vigilância de produtos
  - Verificação do cumprimento das Boas Práticas pelos estabelecimentos sujeitos a vigilância sanitária;
  - Proposta da concessão de registro, alteração, revalidação, retificação, dispensa ou cancelamento para os produtos previstos na legislação sanitária;
  - Análise e Emissão de parecer técnico;
  - Coordenação, no âmbito da farmacovigilância, cosmetovigilância, hemovigilância e tecnovigilância, do acompanhamento, do controle, da avaliação e da validação de controle de eventos e reações adversas;
5. Vigilância em serviços de saúde
6. Vigilância ambiental
7. Vigilância da saúde do trabalhador

As atividades privativas do farmacêutico também encontram-se descritas no Decreto nº 85 878 de 7 de abril de 1981, que estabelece normas para execução da Lei nº 3 820, de 11 de novembro de 1960, sobre o exercício da profissão de farmacêutico e dá outras providências, que em seu artigo 1º, inciso 3º diz: 
Art 1º São atribuições privativas dos profissionais farmacêuticos:

(...)

III - a fiscalização profissional sanitária e técnica de empresas, estabelecimentos, setores, fórmulas, produtos, processos e métodos farmacêuticos ou de natureza farmacêutica;
Neste sentido, o Conselho Regional de Farmácia de Santa Catarina (CRF-SC) interpôs a ação civil pública número 5016188-79.2011.404.7200/SC contra o estado de Santa Catarina para que a atividades de fiscalização sanitárias privativas do profissional farmacêutico fossem realizados por equipe em que se figurasse ao menos um profissional farmacêutico.
Em sentença datada de 01 de junho de 2012, o Juiz Federal Substituto do Tribuna Federal Regional da 4ª Região (TRF-4) proferiu o seguinte julgamento: 
"Ante o exposto, julgo procedente o pedido para condenar o Estado de Santa Catarina à obrigação de fazer consistente na observância de figurar minimamente um profissional farmacêutico inscrito no CRF/SC nas equipes de fiscalização sanitária por si mantidas para as específicas ações de que trata a Lei n°. 5 991/73, quando empreendidas na competência complementar, bem como a prestar subsídios à sua observância pelos municípios cujas ações coordenam, conforme o art. 17, IV, ‘b’, da Lei n. 8 080/90, nos termos da fundamentação.

Fixo, para cada eventual inobservância da obrigação caracterizada por autuação realizada por si sem subscrição por profissional farmacêutico, multa de R$ 1 000,00 (mil reais), acrescida do valor correspondente à penalidade pecuniária imposta por decorrência da respectiva ação de fiscalização.

Fixo ainda, para cada eventual veiculação anual da obrigatoriedade ora reconhecida nas publicações dirigidas aos municípios coordenados por si aludidas na fundamentação, a multa de R$ 50 000,00 (cinquenta mil reais)”.
A ação transitou em julgado, com baixa definitiva na data de 28/03/2016 mantendo a condenação do Estado de Santa Catarina de que nas fiscalizações sanitárias de atividades privativas do profissional farmacêutico fossem realizados por equipe em que se figurasse ao menos um profissional farmacêutico. Tal resultado se deu após os Ministros da Segunda Turma Superior Tribunal de Justiça (STJ) negarem por unanimidade os embargos de declaração peticionados pelo Estado de Santa Catarina contra a sentença proferida pelo TRF-4. O próprio Estado, em seu site da vigilância sanitária de Santa Catarina alerta as vigilâncias estadual e municipais a respeito do cumprimento da sentença.